# Боян Обретенов
Боян Обретенов е български публицист, журналист, редактор и поет.

## Биография
През 1970 година завършва славянска филология, полски език, в Софийски университет. След дипломирането си, между 1970 и 1974 година работи в сп. „Паралели“ като репортер и редактор-преводач от полски и руски език.
През 1974 – 1976 година е щатен кореспондент в Полша на Българското национално радио и Българската национална телевизия. Прави два телевизионни документални филма: за културата и историята на Полша (1974 – 1976) и филм-портрет на режисьора Анджей Вайда (1976).
От 1977 до 1980 година Боян Обретенов е редактор и завежда отдел „Култура и изкуство“ във вестник „Поглед“.
Следва дванадесетгодишен период, през който работи в многоезичното седмично издание на Агенция „София прес“, „Софийски вести“: като редактор и завеждащ отдел „Изкуство и култура“ от 1981 до 1990 година и като главен редактор от 1990 до 1993 година. През този период пише очерците „История и изкуство на българските манастири“, публикуван през 1986 година в сп. „Родолюбие“ за българите в чужбина и „Биография, характер и психология на българската интелигенция“, издаден през 1987 година от „София прес“ на 6 езика. През 1988 година излиза пътеписът му „Кръстът на цивилизацията – от Кабул до Венеция“, публикуван в немската, английската и френската емисии на сп. „България“. Създава и три телевизионни документални филма: „Афганистан – първите дни на мира“ (1988), „София – горещата есен“ (1989), „Румъния – коледната революция“ (1989).
През 1993 година Обретенов излиза на свободна практика. Поддържа две авторски рубрики във вестник „Поглед“: „По повод на…“ и „Помни ли София?“. Между 1995 и 1997 година води авторската рубрика „Българският апокалипсис“ във вестник „Континент“. Пред 1997 година излиза книгата му „Пред прага на Месията. Записки за разпънатата българска душа. 1995 – 1996“, последвана от книгата „Духовни водачи на България“ (1998, Кибеа, ISBN 954-474-092-9). В периода 1998 – 1999 година Обретенов води рубриката „Вглеждане“ в седмичника „Литературен форум“. През 2000 година излиза книгата му „Убийства на бълхи“ (ISBN 954-07-1503-2). От 2000 до 2002 води рубриката „Притчи днес“ във вестник „Демокрация“. Като брошура на вестник „Про&анти“ през 2003 година излиза очеркът му „Гражданската война в България“. През 2010 година швейцарското издателство „Дас фюнфте тиер“ издава книгата му „Не искам“. на български и немски, 200 афоризма, започващи с думите „Не искам“, с илюстрации на сина му Александър Обретенов, който живее и работи в Люцерн. Книгата е посветена на паметта на покойната му съпруга Юлия Обретенова.